# Clara Arthur
Clara Arthur (1858-1929) fue una sufragista americana. Fue incluida en el Salón de la Fama de las mujeres de Míchigan.

## Biografía
Clara Arthur, de soltera, nació el 25 de octubre de 1858 en Saint John (Nuevo Brunswick), Canadá, y en 1885 ayudó a fundar la Michigan Equal Suffrage Association, de la que sería elegida presidenta en 1906. Como presidenta, Arthur logró enmendar la Constitución de Míchigan para permitir que las mujeres «blancas» pudieran votar en ciertas cuestiones —como en los impuestos y los bonos—. Arthur también fue una importante impulsora del esfuerzo estatal para conseguir el sufragio femenino, que tuvo éxito en 1918 después de seis años de campaña. Después de obtener el sufragio femenino en Míchigan, promovió la construcción de parques infantiles; más tarde en la vida se conoció como el «Movimiento de la Madre de los Parques Infantiles». A Arthur se le atribuye el haber ayudado a establecer el sistema de parques infantiles en Detroit, lo que condujo a la creación de 138 parques infantiles y 17 piscinas en 1929. Como defensora contra el trabajo infantil, fue miembro del Comité Nacional del Trabajo Infantil (Estados Unidos). También fue miembro activo de la Federación de Clubes Femeninos de Míchigan, presidiendo los comités de trabajo industrial y trabajo infantil, además fue una de los fundadores de la Sociedad Antituberculosa de Detroit y trabajó en la construcción del Sanatorio de la Tuberculosis de Detroit.
Falleció el 26 de julio de 1929. Fue enterrada en Detroit en el cementerio Woodlawn.